# Avondale (Louisiane)
Pour les articles homonymes, voir Avondale.
Avondale est une ville de Louisiane aux États-Unis, située dans la paroisse de Jefferson, sur la rive occidentale du Mississippi. Sa population était de 5 441 habitants en 2000.
Dans cette localité se trouve le principal site industriel de Louisiane, le chantier naval Avondale appartenant à la firme Northrop Grumman Corporation.